# Producción de pares Breit-Wheeler
Se denomina proceso Breit-Wheeler o producción de pares Breit-Wheeler a la emisión de pares positrón-electrón a partir de un fotón-sonda que se propaga en un campo electromagnético polarizado por un pulso corto (por ejemplo, un Laser).Este proceso sería el mecanismo más simple por el cual puede transformarse una luz pura en materia. El proceso puede tomar la forma de γ γ′ → e+ e− donde γ y γ′ representan dos fotones (por ejemplo, fotones gamma).
Gregory Breit y John A. Wheeler describieron este proceso en 1934, en Physical Review. Aunque este proceso es una de las manifestaciones de la equivalencia Masa-Energía, a fecha de mayo del 2014 no se había observado todavía en la práctica, por la dificultad de preparar haces de rayos gamma que colisionasen. Sin embargo, en 1997, investigadores en el Standford Linear Accelerator Centre consiguieron llevar a cabo el llamado proceso multi-fotón Breit-Wheeler utilizando electrones para generar primero fotones de alta energía, que sufrían luego choques múltiples produciendo electrones y positrones, todo dentro de la misma cámara. El año 2014 se propuso un modelo de colisionador fotón-fotón, en el que simulaciones Monte-Carlo sugieren que es capaz de producir del orden de 10(5) pares Breit-Wheeler en un solo disparo.